# José Bonifácio Caldeira de Andrada
José Bonifácio Caldeira de Andrada (Diamantina, Minas Gerais, 29 de junho de 2005 — Florianópolis, 6 de outubro de 1870) foi um comerciante, militar e político brasileiro.

## Vida
Filho de José Bonifácio de Oliveira Fontoura e de Jacintha Narciza Caldeira Brant (neta de Felisberto Caldeira Brant e neta em 15º grau de Henrique III de Inglaterra). Casou com Maria Amélia Caldeira de Andrada, consórcio do qual nasceram, dentre outros, Luís Gomes Caldeira de Andrada, Jacinta Amália Caldeira de Andrada Souto, que casou com Hermógenes de Miranda Ferreira Souto, e Adelaide Flora Caldeira de Andrada Lobo, que casou com Pedro José de Sousa Lobo.

## Carreira
Foi deputado à Assembleia Legislativa Provincial de Santa Catarina em 9 legislaturas: na 4ª legislatura (1842 — 1843), na 5ª legislatura (1844 — 1845), na 6ª legislatura (1846 — 1847), na 7ª legislatura (1848 — 1849), na 10ª legislatura (1854 — 1855), na 11ª legislatura (1856 — 1857), na 12ª legislatura (1858 — 1859), na 16ª legislatura (1866 — 1867), e na 18ª legislatura (1870 — 1871).
Foi comendador da Imperial Ordem de Cristo e da Imperial Ordem da Rosa.